# Aristide Aubert du Petit-Thouars
Aristide Aubert du Petit-Thouars, född 1760 på slottet Boumois vid Saumur, död den 1 augusti 1798, var en fransk sjöfarande. Han var bror till Louis-Marie Aubert du Petit-Thouars och far till Abel Aubert du Petit-Thouars.